# دووتوو
دووتوو (به لهستانی:  Dłutów) یک روستا در لهستان است که در گمینا دووتوو واقع شده‌است. دووتوو ۱٬۰۰۰ نفر جمعیت دارد.